# Ультразвуковой преобразователь

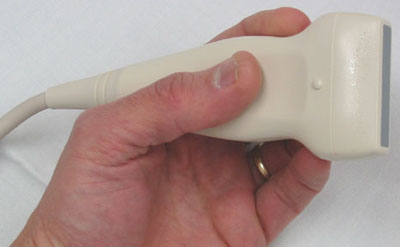
Ультразвуковой преобразователь с линейной решёткой для использования в медицинской ультрасонографии.

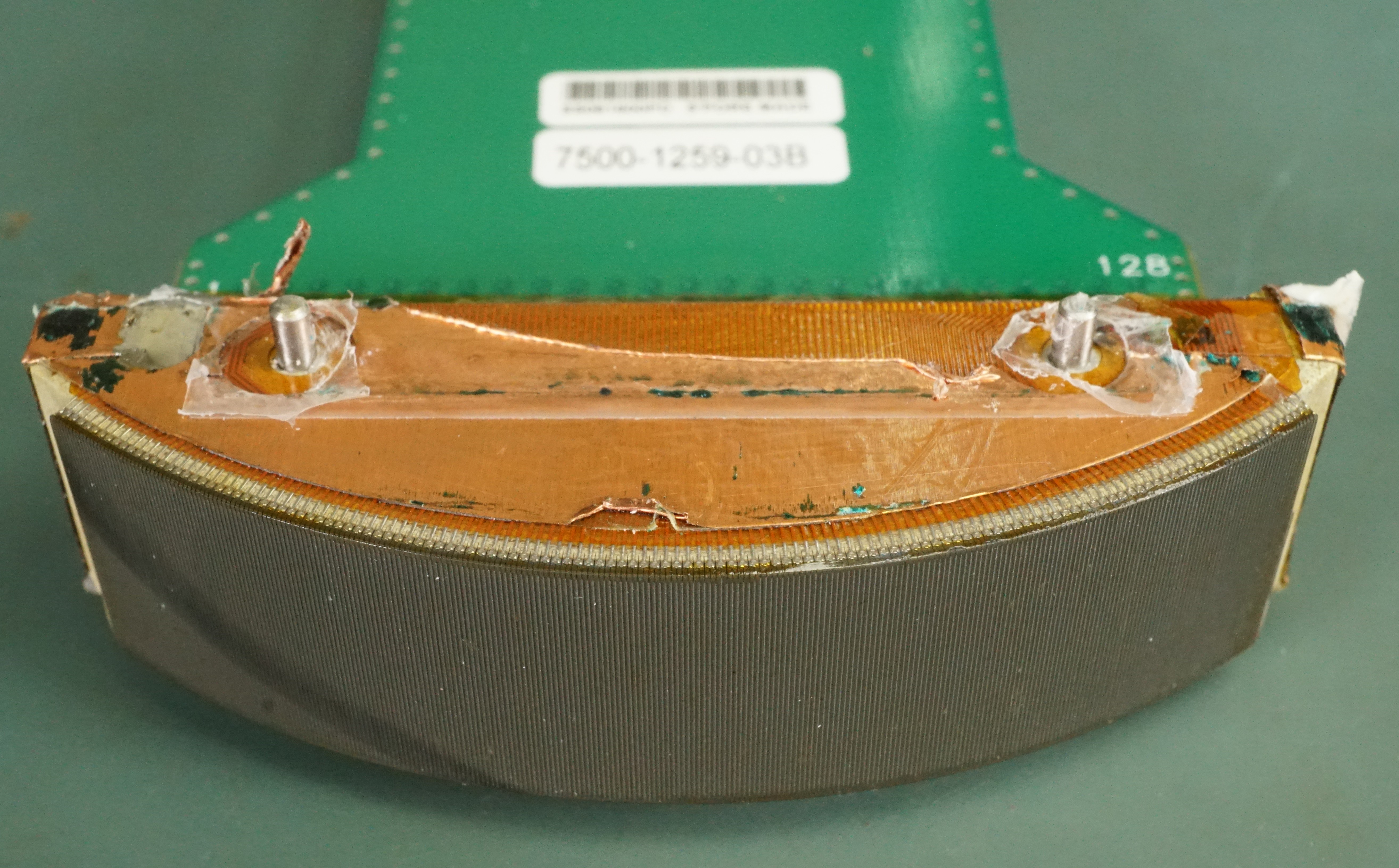
Внутренняя конструкция ультразвукового датчика с изогнутой матрицей Philips C5-2, состоящего из 128 элементов.

Ультразвуковы́е преобразова́тели и ультразвуковы́е да́тчики — это устройства, которые генерируют или воспринимают ультразвуковую энергию. Их можно разделить на три большие категории: передатчики, приёмники и трансиверы. Передатчики преобразуют электрические сигналы в ультразвук, приёмники преобразуют ультразвук в электрические сигналы, а трансиверы могут как передавать, так и принимать ультразвук.

## Приложения и производительность
Ультразвук можно использовать для измерения скорости и направления ветра (анемометр), уровня жидкости в резервуаре или канале, а также скорости в воздухе или воде. Для измерения скорости или направления устройство использует несколько детекторов и рассчитывает скорость на основе относительных расстояний до частиц в воздухе или воде. Для измерения уровня жидкости в резервуаре или канале, а также уровня моря (маремер) датчик измеряет расстояние (заданный диапазон) до поверхности жидкости. Другие области применения включают: увлажнители, гидролокаторы, медицинское УЗИ, охранную сигнализацию и неразрушающий контроль.
В системах обычно используется преобразователь, генерирующий звуковые волны в ультразвуковом диапазоне выше 18 кГц, превращая электрическую энергию в звук, а затем, получив эхо, превращать звуковые волны в электрическую энергию, которую можно измерить и отобразить тем или иным способом.
Эта технология также может обнаруживать приближающиеся объекты и отслеживать их положение.
Ультразвук также можно использовать для измерения расстояний между точками путём передачи и приёма дискретных импульсов ультразвука между датчиками. Этот метод известен как сономометрия, при котором время прохождения ультразвукового сигнала измеряется электронным способом (т.е. в цифровом формате) и математически преобразуется в расстояние между датчиками, при условии, что известна скорость звука в среде между датчиками. Этот метод может быть очень точным с точки зрения временного и пространственного разрешения, поскольку измерение времени прохождения может быть получено путём отслеживания одной и той же падающей (принятой) формы сигнала либо по опорному уровню, либо по пересечению нуля. Это позволяет разрешающей способности измерений значительно превышать длину волны звуковой частоты, генерируемой преобразователями.

## Датчики

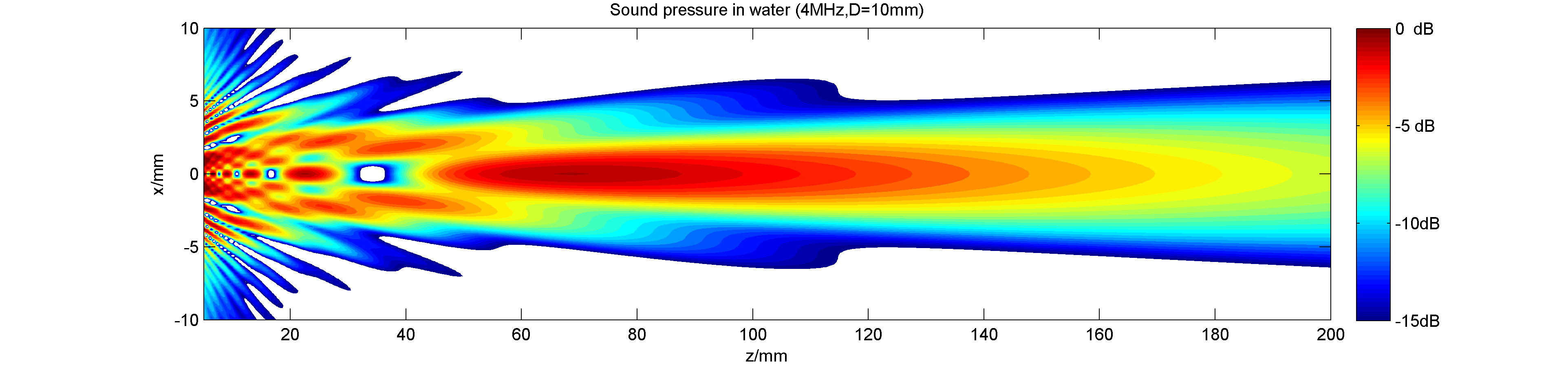
Звуковое поле нефокусирующего объектива 4 МГц-го Ультразвукового преобразователя с длиной ближнего поля N = 67 мм в воде. График показывает звуковое давление в логарифмическом масштабе дБ.

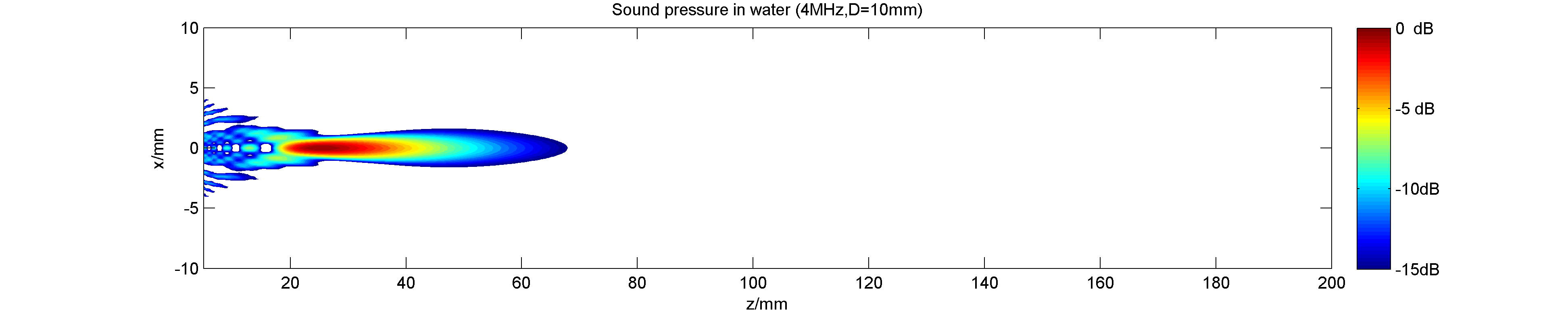
Поле звукового давления такого же ультразвукового преобразователя (4 МГц, N = 67 мм) с поверхностью преобразователя, имеющей сферическую кривизну с радиусом кривизны R = 30 мм

Ультразвуковые преобразователи преобразуют переменный ток (AC) в ультразвук и наоборот. В преобразователях обычно используются пьезоэлектрические преобразователи или ёмкостные преобразователи для генерации или приёма ультразвука. Пьезоэлектрические кристаллы способны менять свои размеры и форму в зависимости от приложенного напряжения. С другой стороны, ёмкостные преобразователи используют электростатические поля между проводящей диафрагмой и опорной пластиной.
Диаграмма луча преобразователя может определяться активной площадью и формой преобразователя, длиной волны ультразвука и скоростью звука в среде распространения. На диаграммах показаны звуковые поля несфокусированного и фокусирующего ультразвукового преобразователя в воде, явно на разных энергетических уровнях.
Поскольку пьезоэлектрические материалы генерируют напряжение при приложении к ним силы, они также могут работать как ультразвуковые детекторы. В некоторых системах используются отдельные передатчики и приёмники, в то время как другие сочетают обе функции в одном пьезоэлектрическом приёмопередатчике.
Ультразвуковые передатчики также могут использовать непьезоэлектрические принципы. например, магнитострикция. Материалы с этим свойством слегка меняют размер под воздействием магнитного поля и служат практичными преобразователями.
Конденсаторный («электретный») микрофон имеет тонкую диафрагму, реагирующую на ультразвуковые волны. Изменения электрического поля между диафрагмой и близко расположенной опорной пластиной преобразуют звуковые сигналы в электрические токи, которые можно усиливать.
Принцип диафрагмы (или мембраны) также используется в относительно новых микромеханических ультразвуковых преобразователях (MUT). Эти устройства изготавливаются с использованием технологии микрообработки кремния (технология MEMS), которая особенно полезна для изготовления матриц преобразователей. Вибрацию диафрагмы можно измерить или вызвать электронным способом, используя ёмкость между диафрагмой и близко расположенной опорной пластиной (CMUT) или путём добавления тонкого слоя пьезоэлектрического материала на диафрагму (PMUT). Альтернативно, недавние исследования показали, что вибрацию диафрагмы можно измерить с помощью крошечного оптического кольцевого резонатора, встроенного внутри диафрагмы (OMUS).
Ультразвуковые преобразователи также используются в акустической левитации.

## Использование для зондирования глубины

Схема, показывающая основной принцип работы эхолота.

Он предполагает передачу акустических волн в воду и регистрацию временного интервала между испусканием и возвратом импульса; полученное время распространения (отклика) вместе со знанием скорости звука в воде позволяет определить расстояние между гидролокатором и целью. Эта информация затем обычно используется в целях навигации или для определения глубины для построения карт. Расстояние измеряется путём умножения половины времени от исходящего импульса сигнала до его возвращения на скорость звука в воде, которая составляет примерно 1,5 километра в секунду [T÷2×(4700 футов в секунду или 1,5 километра в секунду)]. Для прецизионных приложений эхолотирования, таких как гидрография, скорость звука также обычно необходимо измерять путём помещения в воду зонда скорости звука. Эхолотирование – это, по сути, специальное применение гидролокатора, используемое для определения местоположения дна.  Первый практический глубиномер был изобретён Гербертом Гроувом Дорси и запатентован в 1928 году.

## Использование в медицине

3D-УЗИ.

Медицинские ультразвуковые преобразователи (зонды) бывают самых разных форм и размеров, которые можно использовать для получения изображений поперечного сечения различных частей тела. Датчик можно использовать при контакте с кожей, как при ультразвуковой визуализации плода, или вводить в отверстие тела, например, в прямую кишку или влагалище . Клиницисты, выполняющие процедуры под ультразвуковым контролем, часто используют систему позиционирования зонда для удержания ультразвукового преобразователя.
По сравнению с другими методами медицинской визуализации ультразвук имеет ряд преимуществ. Он предоставляет изображения в режиме реального времени, является портативным и, следовательно, может быть поднесён к постели больного. Он существенно дешевле, чем другие методы визуализации, и не использует вредного ионизирующего излучения . К недостаткам относятся различные ограничения поля зрения, необходимость сотрудничества с пациентом, зависимость от телосложения пациента, сложность визуализации структур, скрытых костью, воздухом или газами, и необходимость квалифицированного оператора, обычно имеющего профессиональную подготовку. Из-за этих недостатков набирают популярность новые портативные ультразвуковые устройства. Эти миниатюрные устройства постоянно контролируют жизненно важные функции и предупреждают о появлении ранних признаков отклонений.

## Использование в промышленности

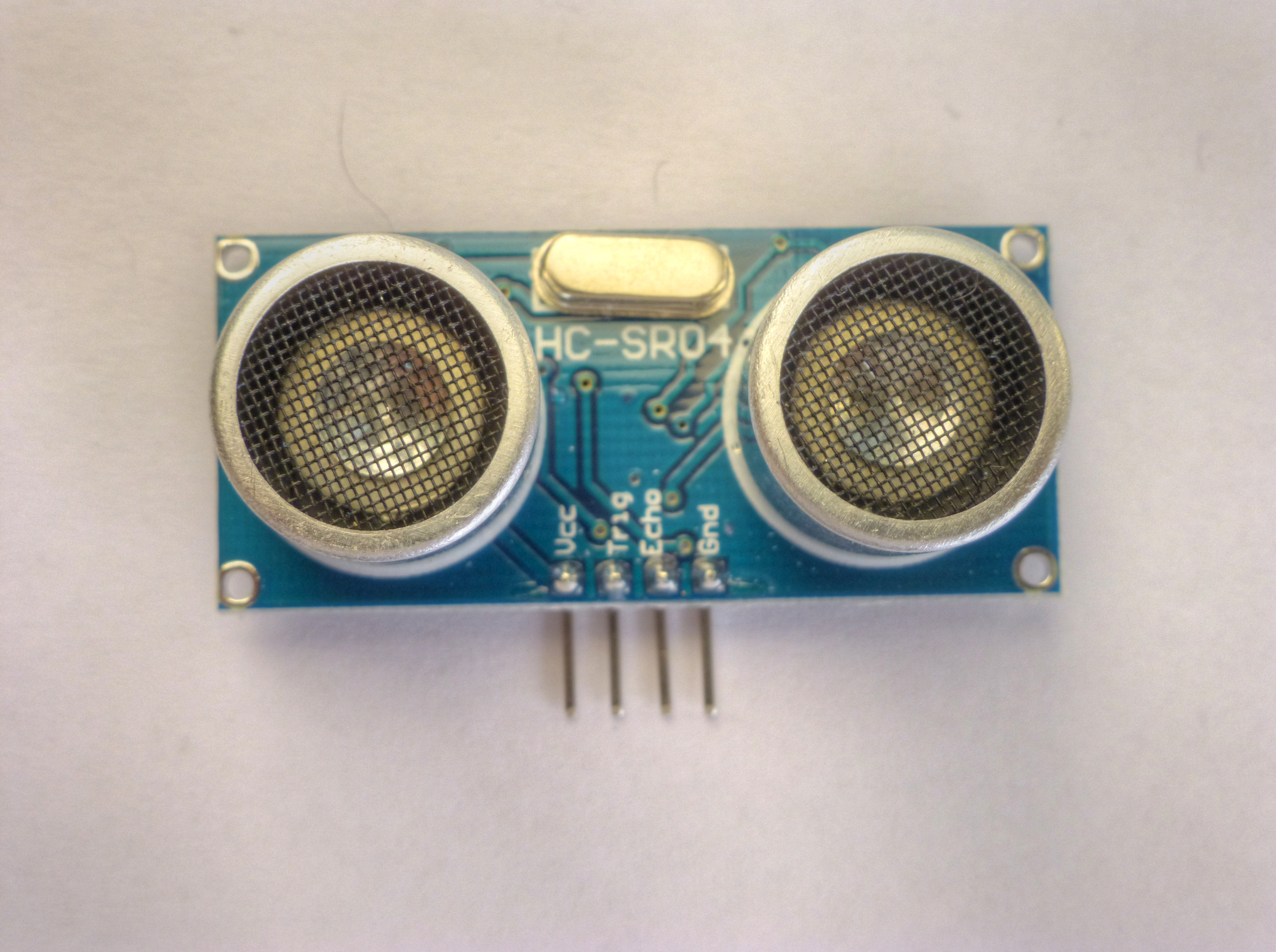
Ультразвуковые дальномеры как электронный компонент.

Ультразвуковые датчики могут обнаруживать движение целей и измерять расстояние до них на многих автоматизированных заводах и перерабатывающих предприятиях. Датчики могут иметь цифровой выход для обнаружения движения объектов или аналоговый выход, пропорциональный расстоянию. Они могут чувствовать край материала как часть системы управления полотном.
Ультразвуковые датчики широко используются в автомобилях в качестве датчиков парковки, помогая водителю при движении задним ходом на парковочные места. Они проходят испытания для ряда других автомобильных применений, включая ультразвуковое обнаружение людей и помощь в автономной навигации БПЛА.
Поскольку ультразвуковые датчики для обнаружения используют звук, а не свет, они работают там, где фотоэлектрические датчики не могут быть применены. Ультразвук — отличное решение для обнаружения прозрачных объектов и измерения уровня жидкости — приложений, с которыми фотоэлектрика не справляется из-за прозрачности объекта. Кроме того, цвет цели или отражательная способность не влияют на ультразвуковые датчики, которые могут надёжно работать в условиях яркого света.
Пассивные ультразвуковые датчики могут использоваться для обнаружения утечек газа или жидкости под высоким давлением или других опасных условий, генерирующих ультразвуковой звук. В этих устройствах звук от преобразователя (микрофона) преобразуется в диапазон человеческого слуха.
Ультразвуковые излучатели высокой мощности используются в имеющихся в продаже устройствах ультразвуковой очистки. Ультразвуковой преобразователь прикреплён к кастрюле из нержавеющей стали, наполненной растворителем (часто водой или изопропанолом). На преобразователь подаётся прямоугольная электрическая волна, создающая в растворителе звук, достаточно сильный, чтобы вызвать кавитацию.
Ультразвуковая технология использовалась для различных целей очистки. Одним из методов, получивших приличную популярность за последнее десятилетие, является ультразвуковая очистка оружия.
При ультразвуковой и термозвуковой сварке в микроэлектронике металлы соединяются при умеренном нагреве с помощью давления и вибраций, создаваемых ультразвуковыми преобразователями мощностью 1-2 Вт.
Ультразвуковой контроль также широко используется в металлургии и машиностроении для оценки коррозии, сварных швов и дефектов материалов с использованием различных типов сканирования.

## Уточнения
1. ↑  Именно по этой причине человек, подвергнутый ультразвуковому исследованию органов, которые могут содержать большое количество воздуха или газа, таких как желудок, кишечник и мочевой пузырь, должен соблюдать режим питания, направленный на уменьшение их количества: специальная диета и пищевые добавки для кишечника и прием негазированной воды для наполнения мочевого пузыря; иногда во время обследования может потребоваться наполнить желудок негазированной водой.

## Дальнейшее чтение
- Эскола, Александр; Планас, Сантьяго; Роселл, Джоан Рамон; Помар, Хесус; Кэмп, Ферран; Соланельес, Франческ; Грасия, Фелип; Льоренс, Хорди; Гил, Эмилио (28 февраля 2011 г.). «Работа ультразвукового датчика дальности в кронах яблонь». Датчики . 11 (3): 2459–2477. дои: 10.3390/с110302459. ISSN 1424-8220. ЧВК 3231637.PMID 22163749ПМИД 22163749.